# ستيف ديتريش
ستيف ديتريش هو لاعب اللاكروس كندي، ولد في 18 فبراير 1970 في كيتشنر في كندا.